# Polos (álbum de Ella es tan cargosa)
Polos es el cuarto álbum de la banda argentina Ella es tan cargosa. Fue producido por Germán Wiedemer.
En el disco participaron varios invitados como Manuel Moretti (cantante y líder de Estelares), quien puso su voz en la balada «Pueblo fantasma», Julián Kanevsky (guitarrista de Andrés Calamaro) y Maxi Timczyszyn (guitarrista de Guasones), entre otros artistas.
La metáfora de los polos opuestos es la temática omnipresente de todo el disco. 

## Detalles
«Polos» fue grabado y mezclado en el estudio Roma and Romma en Pilar, entre los meses de febrero de 2013 y abril de 2014.
El álbum fue producido por el pianista Germán Wiedemer (director de la banda de Andrés Calamaro y productor también de todos los discos anteriores de Ella es tan cargosa), con coproducción de Martín Pomares, guitarrista del grupo De Bueyes.
"En «Polos» buscamos pensar en lo humano más allá de lo coyuntural. El peso del pasado y de la existencia nos hermana en un punto", destacó Rodrigo Manigot.
El disco contiene 12 canciones. 11 fueron compuestas especialmente para este álbum. La restante es la primera canción que ensayó la banda en sus comienzos, a mediados del año 2000: «Ya ni yiro».
«Polos» fue publicado el 5 de junio de 2014. Ese día, la banda autografió CD y a las 18 subió a un escenario montado en el centro de la ciudad de Castelar, en la intersección de las calles Carlos Casares y el pasaje Nuestra Senora de Pompeya. 
El videoclip del segundo sencillo, «La banda de sonido de tu vida», fue dirigido por Roberto Matías Róvere y se filmó en el Microcentro y la Costanera de la ciudad de Buenos Aires y en Vicente López. Las imágenes de la banda tocando fueron filmadas en el estudio Romafonic. 
El videoclip del tercer sencillo, «Pueblo fantasma», fue dirigido por Andy Caballero. 
El álbum fue presentado oficialmente el 6 de septiembre de 2014 en el local porteño La Trastienda.
En las tiendas digitales hay una versión de «Polos» con todas sus canciones interpretadas en formato acústico. La idea fue sacar el disco en un doble formato: el polo eléctrico pero también ese mismo disco en su variante acústica.

## Lista de canciones
| N.º   | Título                                 | Duración |  |
| 1.    | «Ya ni yiro»                           | 3:17     |  |
| 2.    | «Polos»                                | 2:48     |  |
| 3.    | «En redondel»                          | 4:27     |  |
| 4.    | «La banda de sonido de tu vida»        | 3:23     |  |
| 5.    | «Pueblo fantasma» (con Manuel Moretti) | 3:35     |  |
| 6.    | «Tu mentirosa verdad»                  | 2:42     |  |
| 7.    | «Hoja en blanco»                       | 2:58     |  |
| 8.    | «Blackout»                             | 2:27     |  |
| 9.    | «Paz»                                  | 3:18     |  |
| 10.   | «El escorpión»                         | 2:32     |  |
| 11.   | «Eso de vivir y de soñar»              | 3:14     |  |
| 12.   | «Las flores»                           | 2:53     |  |
| 37:34 |                                        |          |  |

## Sencillos
- «En redondel»
- «La banda de sonido de tu vida»
- «Pueblo fantasma»
- «Ya ni yiro»

## Músicos

### Ella es tan cargosa
- Rodrigo Manigot - voz y coros.
- Mariano Manigot - voz, guitarra y coros.
- Ildo Baccega - guitarras y coros.
- Pablo Rojas - batería y coros.
- Miguel Bassi - bajo y coros.[1]